# Lecania clavata
Lecania clavata là một loài ruồi trong họ Asilidae. Lecania clavata được Macquart miêu tả năm 1838. Loài này phân bố ở vùng Tân nhiệt đới.